# Vincent Clément
Pas d'image ? Cliquez ici

a Compétitions nationales et continentales officielles uniquement.

b Matchs officiels uniquement.
Dernière mise à jour le 5 octobre 2011.
Vincent Clément, né le 14 mars 1981 à Nice (Alpes-Maritimes), est un joueur de rugby à XV français qui évolue au poste de troisième ligne centre.

## Biographie
Au Sporting club albigeois il évoluait en tant que capitaine (1,93 m pour 105 kg).
En novembre 2009, il est invité avec les Barbarians français pour jouer un match contre un XV de l'Europe FIRA-AER au Stade Roi Baudouin à Bruxelles. Ce match est organisé à l'occasion du 75e anniversaire de la FIRA – Association européenne de rugby. Les Baa-Baas l'emportent 26 à 39.
En juin 2011, il signe un contrat de 2 ans avec le Lyon OU.
En 2017, il revient dans son ancien club du SC Albi pour épauler bénévolement le groupe professionnel après la mise à l'écart du trio d'entraîneur Milhas-Berot-Bacca,.

## Palmarès

### En club
- Vainqueur des phases finales du championnat de France Pro D2 : 2006, 2009

### En équipe nationale
- Barbarians Français : 1 sélection en 2009
- Équipe de France Universitaire : 1 sélection en 2005 (Angleterre U)
- Équipe de France -21 ans
- Équipe de France -19 ans : champion du monde 2000 en France (capitaine de la sélection)